# Provinzwahlen in Italien 1996
Die Provinzwahlen in Italien 1996 fanden am 9. Juni (1. Wahlgang) und am 23. Juni (Stichwahl) sowie am 17. November (1. Wahlgang) und am 1. Dezember (Stichwahl) statt. 

## Wahlergebnisse – 1. Semester

### Provinz Caserta
| Kandidaten                                     | Kandidaten             | 2. Wahlgang | 2. Wahlgang | 1. Wahlgang | 1. Wahlgang | Listen                             | Stimmen | %    | Mandate |
| Kandidaten                                     | Kandidaten             | Stimmen     | %           | Stimmen     | %           | Listen                             | Stimmen | %    | Mandate |
| ---------------------------------------------- | ---------------------- | ----------- | ----------- | ----------- | ----------- | ---------------------------------- | ------- | ---- | ------- |
|                                                | Riccardo Ventregewählt | –           | –           | 205.157     | 49,5        | Alleanza Nazionale                 | 56.486  | 13,6 | 6       |
| Forza Italia                                   | Riccardo Ventregewählt | –           | –           | 205.157     | 49,5        | 54.505                             | 13,2    | 6    |         |
| Centro Cristiano Democratico                   | Riccardo Ventregewählt | –           | –           | 205.157     | 49,5        | 49.445                             | 11,9    | 5    |         |
| Cristiani Democratici Uniti                    | Riccardo Ventregewählt | –           | –           | 205.157     | 49,5        | 44.721                             | 10,8    | 5    |         |
| ↳ Gesamt                                       | Riccardo Ventregewählt | –           | –           | 205.157     | 49,5        | 205.157                            | 49,5    | 22   |         |
|                                                | Mario De Blasio        | –           | –           | 165.640     | 40,0        | Partito Democratico della Sinistra | 71.347  | 17,2 | 5       |
| Partito Popolare Italiano                      | Mario De Blasio        | –           | –           | 165.640     | 40,0        | 63.890                             | 15,4    | 4    |         |
| Partito della Rifondazione Comunista (A)       | Mario De Blasio        | –           | –           | 165.640     | 40,0        | 35.437                             | 8,6     | 2    |         |
| Rinnovamento Italiano                          | Mario De Blasio        | –           | –           | 165.640     | 40,0        | 30.403                             | 7,3     | 2    |         |
| Mandate der Listengruppe                       | Mario De Blasio        | –           | –           | 165.640     | 40,0        | –                                  | –       | 1    |         |
| ↳ Gesamt                                       | Mario De Blasio        | –           | –           | 165.640     | 40,0        | 201.077                            | 48,6    | 14   |         |
|                                                | Enrico Milani          |             |             | 35.437      | 8,6         | (A)                                | –       | –    | –       |
|                                                | Mario De Florio        |             |             | 7.807       | 1,9         | Fiamma Tricolore                   | 7.807   | 1,9  | –       |
| Gesamt                                         | Gesamt                 | –           | 100         | 414.041     | 100         |                                    | 414.041 | 100  | 36      |
|                                                |                        |             |             |             |             |                                    |         |      |         |
| Quellen: Quaderni dell’Osservatorio Elettorale |                        |             |             |             |             |                                    |         |      |         |

- 2. Wahlgang – Riccardo Ventre: 51,9 %; Mario De Blasio: 48,1 %.

## Wahlergebnisse – 2. Semester

### Provinz Triest
| Kandidaten                                                                         | Kandidaten             | 2. Wahlgang | 2. Wahlgang | 1. Wahlgang                          | 1. Wahlgang | Listen | Stimmen | %   | Mandate |
| Kandidaten                                                                         | Kandidaten             | Stimmen     | %           | Stimmen                              | %           | Listen | Stimmen | %   | Mandate |
| ---------------------------------------------------------------------------------- | ---------------------- | ----------- | ----------- | ------------------------------------ | ----------- | ------ | ------- | --- | ------- |
|                                                                                    | Renzo Codaringewählt   | 53.351      | 48,7        | Alleanza Nazionale                   | 27.321      | 25,0   | 7       |     |         |
| Forza Italia – Lista per Trieste                                                   | Renzo Codaringewählt   | 53.351      | 48,7        | 21.111                               | 19,3        | 6      |         |     |         |
| CCD – CDU                                                                          | Renzo Codaringewählt   | 53.351      | 48,7        | 4.919                                | 4,5         | 1      |         |     |         |
| ↳ Gesamt                                                                           | Renzo Codaringewählt   | 53.351      | 48,7        | 53.351                               | 48,7        | 14     |         |     |         |
|                                                                                    | Adele Pino             | 30.249      | 27,6        | Partito Democratico della Sinistra   | 16.281      | 14,9   | 4       |     |         |
| Partito Popolare Italiano                                                          | Adele Pino             | 30.249      | 27,6        | 5.626                                | 5,1         | 1      |         |     |         |
| Lista Trieste 2000                                                                 | Adele Pino             | 30.249      | 27,6        | 5.172                                | 4,7         | 1      |         |     |         |
| Alleanza Verde FVG                                                                 | Adele Pino             | 30.249      | 27,6        | 3.170                                | 2,9         | –      |         |     |         |
| Mandate der Listengruppe                                                           | Adele Pino             | 30.249      | 27,6        | –                                    | –           | 1      |         |     |         |
| ↳ Gesamt                                                                           | Adele Pino             | 30.249      | 27,6        | 30.249                               | 27,6        | 7      |         |     |         |
|                                                                                    | Dennis Visioli         | 12.361      | 11,3        | Partito della Rifondazione Comunista | 12.361      | 11,3   | 2       |     |         |
|                                                                                    | Mario Bussani          | 7.670       | 7,0         | Lega Nord                            | 7.670       | 7,0    | 1       |     |         |
|                                                                                    | Laura Tamburini        | 3.865       | 3,5         | Slovenska Skupnost                   | 3.865       | 3,5    | –       |     |         |
|                                                                                    | Pier Paolo Della Valle | 1.280       | 1,2         | Lista Civica                         | 1.280       | 1,2    | –       |     |         |
|                                                                                    | Pietro Rosenwirth      | 697         | 0,6         | Coalizione Umanista                  | 697         | 0,6    | –       |     |         |
| Gesamt                                                                             | Gesamt                 | 94.644      | 100         | 109.473                              | 100         |        | 109.473 | 100 | 24      |
|                                                                                    |                        |             |             |                                      |             |        |         |     |         |
| Quellen: Atlante elettorale 1987-2006 della Regione Autonoma Friuli Venezia Giulia |                        |             |             |                                      |             |        |         |     |         |